# Liste der Baudenkmäler in Am Hart
Auf dieser Seite sind die Baudenkmäler im Münchner Stadtteil Am Hart im Stadtbezirk 11 Milbertshofen-Am Hart aufgelistet. Zu diesen Baudenkmälern gibt es auch eine Bildersammlung und ein Fotoalbum mit ausgewählten Bildern.
Diese Liste ist Teil der Liste der Baudenkmäler in München. Grundlage ist die Bayerische Denkmalliste, die auf Basis des bayerischen Denkmalschutzgesetzes vom 1. Oktober 1973 erstmals erstellt wurde und seither durch das Bayerische Landesamt für Denkmalpflege geführt und aktualisiert wird. Die folgenden Angaben ersetzen nicht die rechtsverbindliche Auskunft der Denkmalschutzbehörde.

## Einzelbauwerke
| Lage                           | Objekt                                                                       | Beschreibung | Akten-Nr.                | Bild                                                                         |
| ------------------------------ | ---------------------------------------------------------------------------- | --- | ------------------------ | ---------------------------------------------------------------------------- |
| Hugo-Wolf-Straße 16 (Standort) | Evang.-luth. Versöhnungskirche                                               | Saalbau über unregelmäßigem siebeneckigem Grundriss mit offenem Dachwerk, mit breitem Dachreiter nach Westen und nördlich anschließendem Gemeindesaal, von Franz Gürtner, 1956/57; mit Ausstattung | D-1-62-000-11254         | weitere Bilder                                                               |
| Hugo-Wolf-Straße 68 (Standort) | Kindergarten und Kinderhort                                                  | Vier erdgeschossige Pavillonbauten mit Schleppdach in versetzter Anordnung, 1953–54 nach Entwurf von Adolf und Helga Schnierle und Fritz Florin in Verbindung mit der Schule am Harthof errichtet. | D-1-62-000-7941 Wikidata | weitere Bilder                                                               |
| Hugo-Wolf-Straße 70 (Standort) | Ehemalige Volksschule am Harthof, jetzt Balthasar-Neumann-Realschule         | Großzügiger Schulkomplex mit Mittelpunktsfunktion für die neue Stadtrandsiedlung, nach Entwurf von Adolf und Helga Schnierle und Fritz Florin in zwei Bauabschnitten 1953–55 und 1958–59 errichtet. | D-1-62-000-7942 Wikidata | weitere Bilder                                                               |
| Rothpletzstraße 40 (Standort)  | Ehemalige Volksschule mit öffentlichem Bad, Bücherei und Sozialeinrichtungen | stattliche Vierflügelanlage mit hohem, dreigeschossigem Satteldachbau mit Dachreiter im Osten als Klassenraumtrakt und angesetztem, ein halbes Geschoss tiefer liegendem, zweigeschossigem Bauteil an drei Seiten des Hofes für die weiteren Einrichtungen sowie Turn- und Gymnastiksaal, Ecken jeweils durch Quaderung betont, von Hermann Leitenstorfer, 1938/39 | D-1-62-000-10000         | Ehemalige Volksschule mit öffentlichem Bad, Bücherei und Sozialeinrichtungen |